# Вилье-Эрбис
Вилье́-Эрби́с (фр. Villiers-Herbisse) — коммуна во Франции, находится в регионе Шампань — Арденны. Департамент — Об. Входит в состав кантона Арси-сюр-Об. Округ коммуны — Труа.
Код INSEE коммуны — 10430.
Коммуна расположена приблизительно в 135 км к востоку от Парижа, в 45 км юго-западнее Шалон-ан-Шампани, в 38 км к северу от Труа.

## Население
Население коммуны на 2008 год составляло 95 человек.
| 1962 | 1968 | 1975 | 1982 | 1990 | 1999 | 2008 |
| ---- | ---- | ---- | ---- | ---- | ---- | ---- |
| 98   | 106  | 89   | 73   | 88   | 90   | 95   |

## Экономика

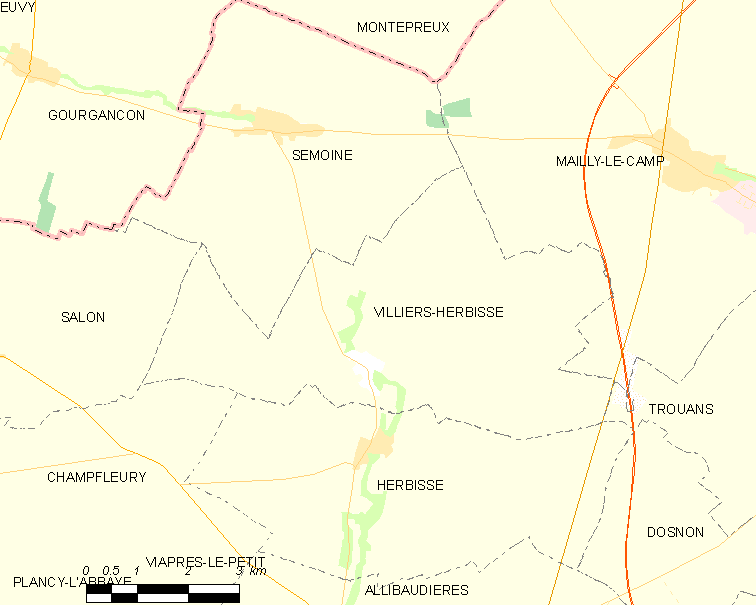
Карта коммуны

В 2007 году среди 55 человек в трудоспособном возрасте (15—64 лет) 36 были экономически активными, 19 — неактивными (показатель активности — 65,5 %, в 1999 году было 63,3 %). Из 36 активных работали 32 человека (21 мужчина и 11 женщин), безработных было 4 (2 мужчины и 2 женщины). Среди 19 неактивных 3 человека были учениками или студентами, 3 — пенсионерами, 13 были неактивными по другим причинам.

## Достопримечательности
- Церковь Успения (XII век). Памятник истории с 1958 года[3]